# Strabo (cráter)
Strabo es un cráter de impacto que se encuentra cerca del limbo noreste de la Luna. En este ángulo, el cráter aparece de forma ovalada debido al escorzo. Está unido al borde norte de la llanura amurallada del cráter De La Rue. Al oeste se halla el cráter más pequeño Thales. Al norte se localiza una cadena de tres cráteres de dimensiones comparables, designados Strabo L, Strabo B y Strabo N.
El borde interior de Strabo es aterrazado, con un cráter pequeño que atraviesa la pared este. El interior ha sido inundado en el pasado por la lava, y en la actualidad es relativamente plano.

## Cráteres satélite

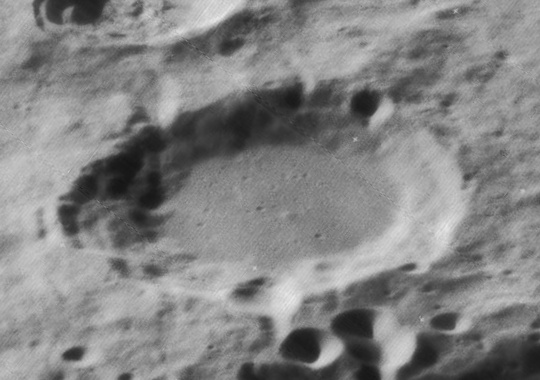
Fotografía de la misión Lunar Orbiter 4 (1967)

Por convención estos elementos son identificados en los mapas lunares poniendo la letra en el lado del punto medio del cráter que está más cercano a Strabo.
|        | \| Strabo \| Coordenadas \| Diámetro \| \| ------ \| ---------------------------- \| -------- \| \| B \| 64°36′N 55°30′E / 64.6, 55.5 \| 23 km \| \| C \| 67°06′N 59°18′E / 67.1, 59.3 \| 17 km \| \| L \| 64°12′N 53°24′E / 64.2, 53.4 \| 26 km \| \| N \| 64°48′N 57°48′E / 64.8, 57.8 \| 25 km \| |          |
| Strabo | Coordenadas | Diámetro |
| B      | 64°36′N 55°30′E / 64.6, 55.5 | 23 km    |
| C      | 67°06′N 59°18′E / 67.1, 59.3 | 17 km    |
| L      | 64°12′N 53°24′E / 64.2, 53.4 | 26 km    |
| N      | 64°48′N 57°48′E / 64.8, 57.8 | 25 km    |